# Psychotria longirostrata
Psychotria longirostrata är en måreväxtart som beskrevs av Theodoric Valeton. Psychotria longirostrata ingår i släktet Psychotria och familjen måreväxter. Inga underarter finns listade i Catalogue of Life.